# Brod (Gora)
Pour les articles homonymes, voir Brod.
Brod en albanais et Brod en serbe latin (en serbe cyrillique : Брод) est une localité du Kosovo située dans la commune/municipalité de Dragash/Dragaš et dans le district de Prizren/Prizren. Selon le recensement de 2011, elle compte 1 544 habitants.
Selon le découpage administratif de la Serbie, la localité fait partie de la municipalité de Gora.

## Géographie

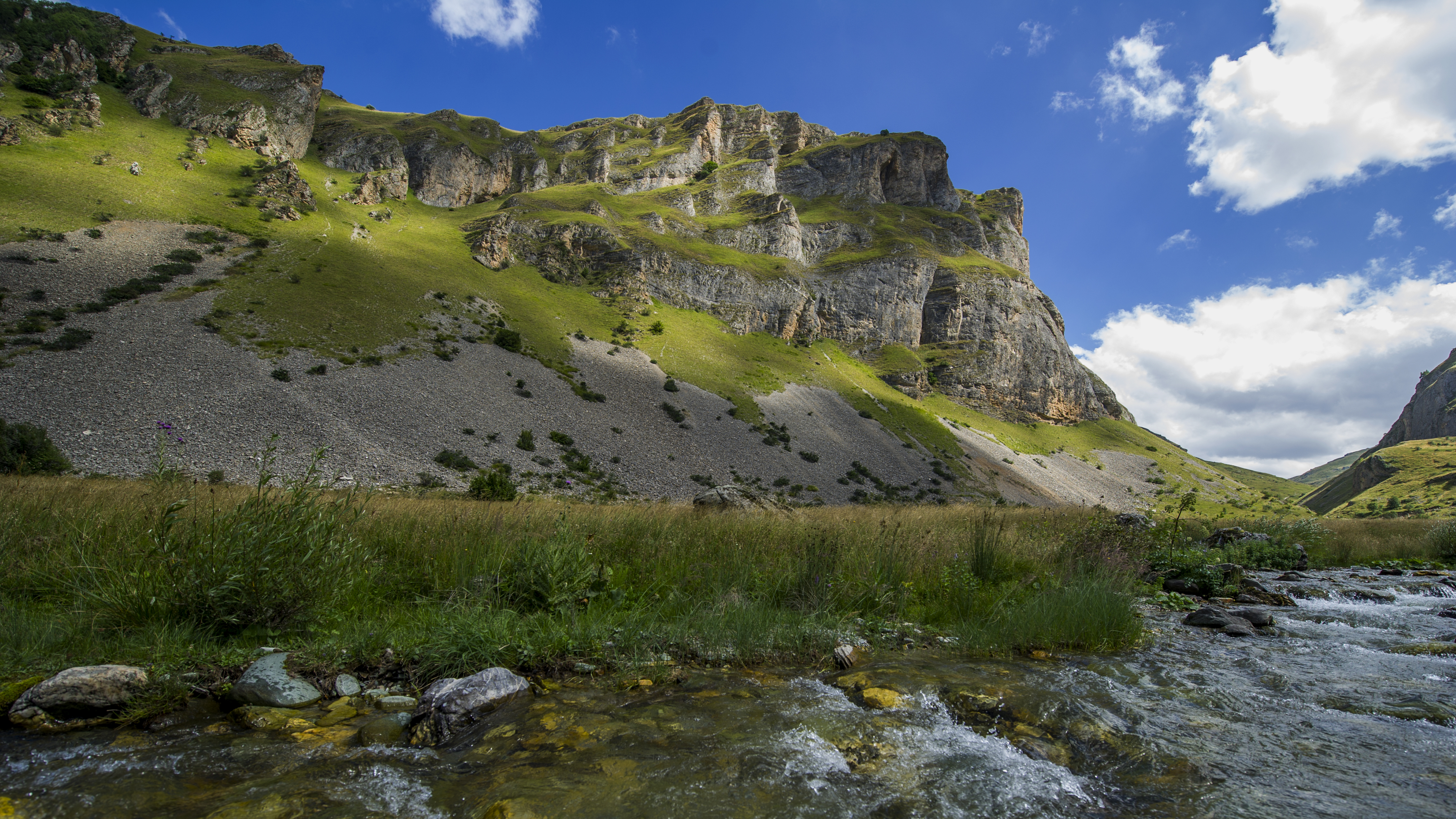
Paysage près de Brod/Brod
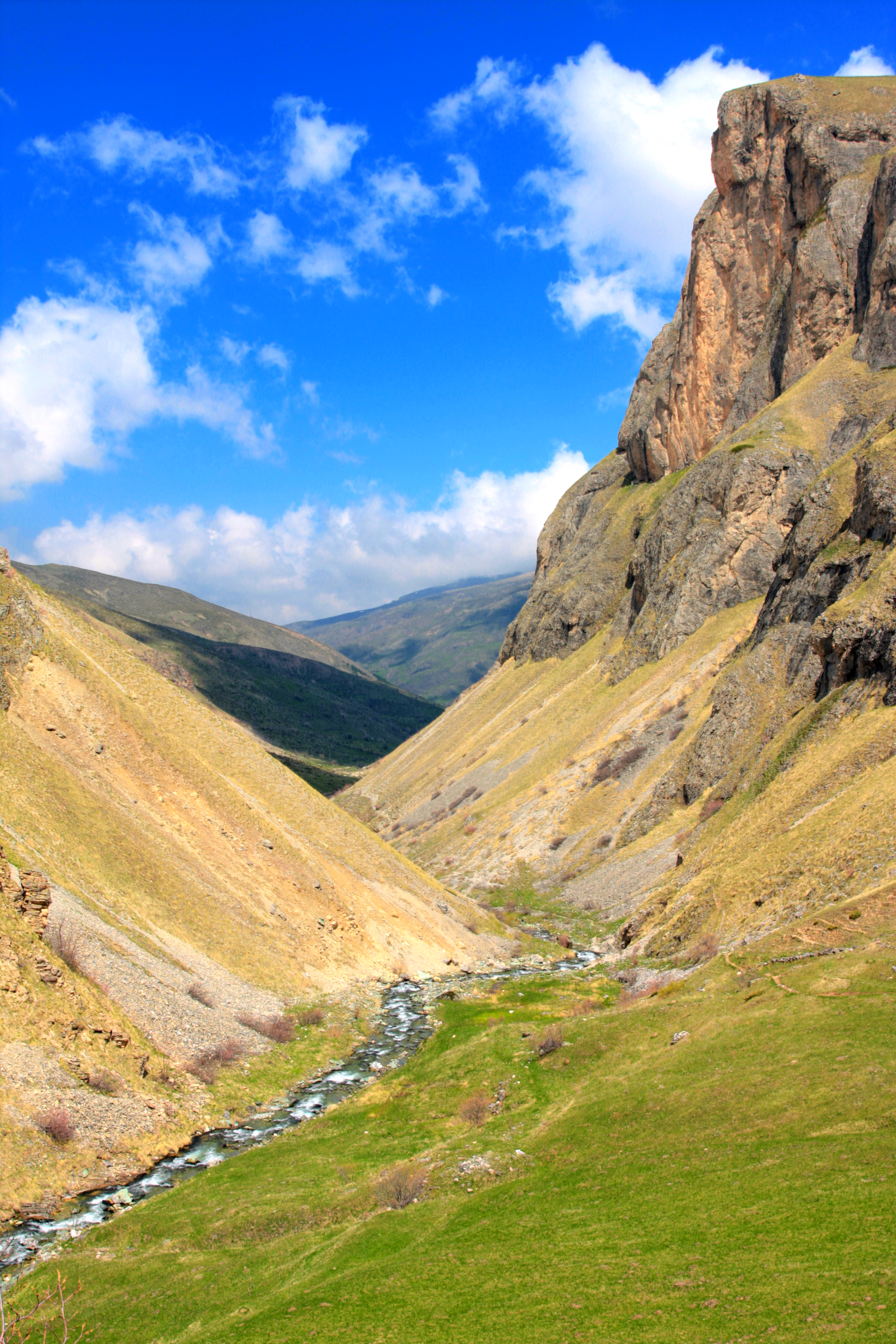
An autre paysage près de Brod
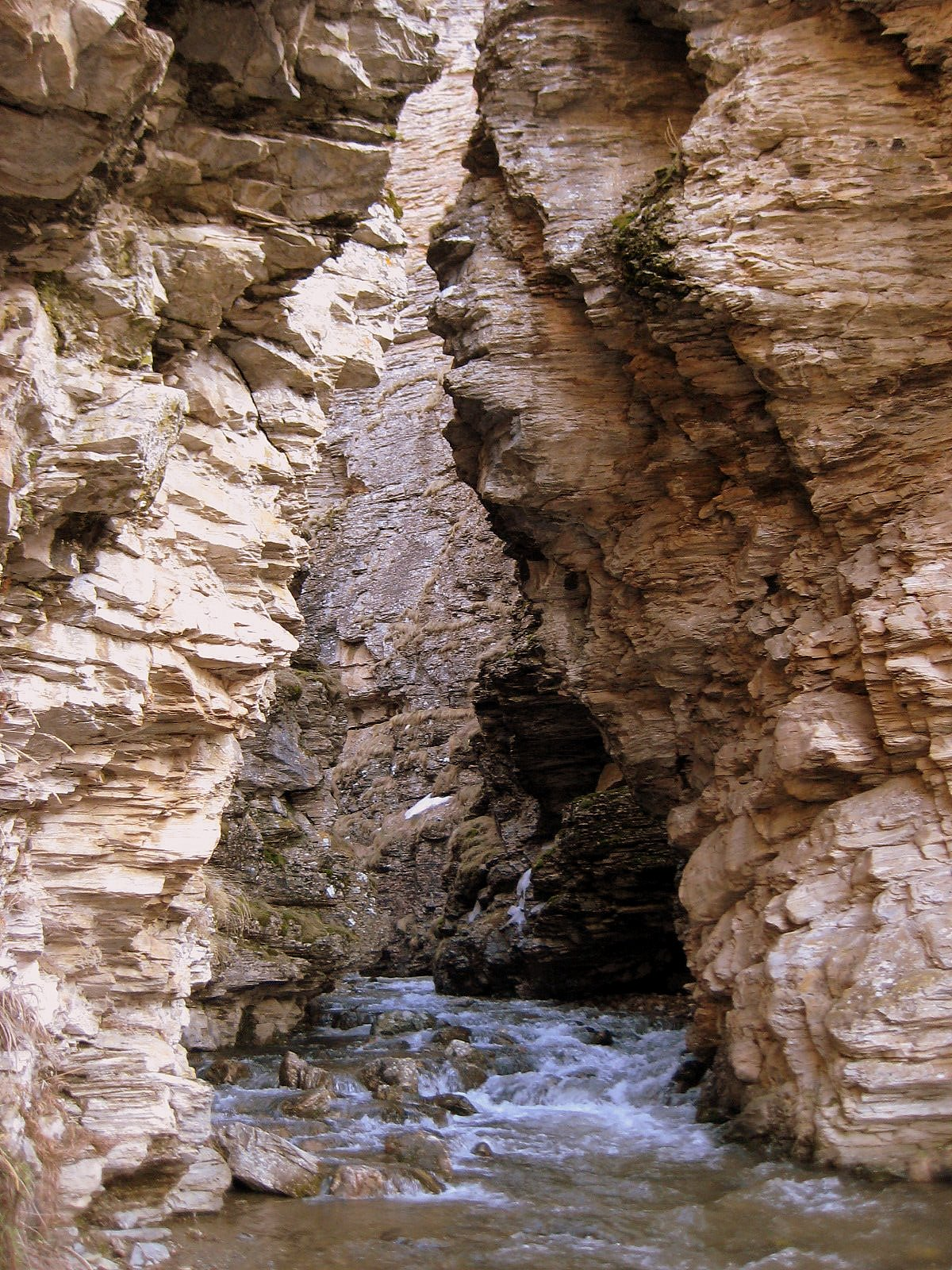
Le canyon de la Brodska reka, la « rivière de Brod »

## Démographie

### Évolution historique de la population dans la localité
| 1948  | 1953  | 1961  | 1971  | 1981  | 1991  | 2011  |
| ----- | ----- | ----- | ----- | ----- | ----- | ----- |
| 2 248 | 2 229 | 1 604 | 1 485 | 1 685 | 1 741 | 1 544 |

|  |

### Répartition de la population par nationalités (2011)
En 2011, les Gorans représentaient 48,38 % de la population, les Bosniaques 40,15 % et les Turcs 6,67 %.